# La promesa de Wikipedia – ¿20 años de saber para todos?
La promesa de Wikipedia: ¿20 años de conocimiento para todos? (En alemán: Das Wikipedia Versprechen - 20 Jahre Wissen für alle?) es un documental alemán de las directoras Lorenza Castella y Jascha Hannover del año 2021 para la WDR, Westdeutscher Rundfunk (en español, "Radiodifusora del Oeste Alemán"), en cooperación con arte (canal de televisión franco-alemán).

## Argumento
El documental  hace un recorrrido por los veinte años de historia de Wikipedia. Muestra la evolución desde la precursora Nupedia hasta el inicio del proyecto en 2001 y el año 2020, cuando Wikipedia se ha convertido, con diferencia, en la mayor enciclopedia de todos los tiempos, con más de 50 millones de artículos en muchos idiomas.
Además de los fundadores Jimmy Wales y Larry Sanger, intervienen autores de Alemania, Francia, Ghana, Sudáfrica, Estados Unidos y otros países.
Se discuten tanto los éxitos como los aspectos críticos del proyecto, incluyendo la influencia ejercida por los políticos, estados y empresas, o la escasa representación de biografías de mujeres y temas de África o Asia en el inventario de artículos.
Hacia el final del documental, se presenta a un wikipedista sudafricano cuya lengua materna es el xitsonga, que se sintió decepcionado porque cuando entró en contacto con la Wikipedia en lengua xitsonga, sólo había unos ochenta artículos. No podía ampliarlos y editarlos fácilmente, dijo, porque Wikipedia requiere fuentes escritas y verificables, pero su cultura transmite la información a través de generaciones principalmente mediante la transmisión oral de historias, leyendas y mitos. La información escrita y verificable sería registrada principalmente por "europeos blancos y colonialistas" y a veces diferiría significativamente de las opiniones e información del grupo étnico en cuestión. No toda la información de la humanidad se transmitiría en forma de información escrita y verificable, sino que gran parte lo haría en forma de tradición oral, que por lo tanto Wikipedia no podría representar debido a sus criterios de calidad con la obligación de documentarla. En el transcurso de la película, se discute si es necesaria una innovación adicional de Wikipedia, que también permitiría registrar la información de la tradición oral. En este contexto, también se discute si la concepción anterior del conocimiento (verificabilidad y registro escrito) es eurocentrista y, en caso afirmativo, si una Wikipedia basada exclusivamente en información escrita y verificable podría calificarse de "neutral" o simplemente refleja una visión occidental y eurocentrista.
También hay algunos extractos de un programa de Jan Böhmermann.

## Producción y publicación
El documental es una producción de Florianfilm GmbH en nombre de WDR y en colaboración con arte.
La primera transmisión tuvo lugar el 5 de enero de 2021 a las 11:50 p. m. en arte. El documental ya estaba disponible dos días antes en la mediateca de arte.

## Recepción
En su crítica para Deutschlandfunk Kultur, Matthias Dell describió la película como un buen resumen de la historia del proyecto que intenta "sopesar y objetivar" muchas cosas; sin embargo y lamentablemente, la película sigue siendo vaga y funciona "como un artículo mediocre de Wikipedia". La discusión sobre los estándares de producción de conocimiento es la parte más contundente de la película: "Por ejemplo, cuando se trata de cómo deben aplicarse los estándares occidentales de producción y distribución de conocimiento en partes del mundo que no son occidentales y que se caracterizan más por la transmisión oral del conocimiento. O por qué lo que sea relevante en Ghana debe depender de lo que digan las publicaciones de EE.UU.". Hasta qué punto puede ser objetivo el conocimiento, cuáles son los estándares de relevancia en una perspectiva global o qué papel podría desempeñar Wikipedia en la economía de las plataformas mediáticas. El documental no es una contribución inspiradora a estas cuestiones." Algunos "collages jubilosos" incluso dejaron a Matthias Dell con la impresión de que era una "película publicitaria" para Wikipedia.
En una reseña para el diario Neues Deutschland, Bahareh Ebrahimi escribió que el documental muestra las "contradicciones de un proyecto antaño utópico". Según Ebrahimi, "la antaño radical enciclopedia que no quería tener nada que ver con la ciencia tradicional, se parece mucho a la ciencia tradicional -occidental- 20 años después de su fundación". El documental señala que "los autores de Wikipedia se autodenominan historiadores del Nuevo Mundo, pero tienen casi el mismo problema que los antiguos historiadores, es decir, querer tener un impacto global "sin ser capaces de pensar globalmente".